# Lyczaszen
Lyczaszen – wieś w Armenii, w prowincji Gegharkunik. W 2011 roku liczyła 4969 mieszkańców.